# Lasconotus
Lasconotus is een geslacht van kevers uit de familie somberkevers (Zopheridae).

## Soorten
Deze lijst is mogelijk niet compleet.
| - L. arrowi - L. atomus - L. bitomoides - L. borealis - L. carinatus - L. cavicollis - L. complex - L. concavus - L. coronatus - L. decisa | - L. fiskei - L. fitzgibbonae - L. flexuosus - L. intricatus - L. knulli - L. krausi - L. laqueatus - L. linearis - L. montanus - L. nepalensis | - L. nucleatus - L. obscurus - L. papuanus - L. perplexa - L. pertenuis - L. planipennis - L. polonicus - L. pusillus - L. referendarius - L. saudicus | - L. servus - L. simplex - L. subcostulatus - L. terrenus - L. tuberculatus - L. tuberculifrons - L. vegrandis |